# Mediální poradce
Mediální poradce (někdy se též používá označení mediální konzultant) je pojem užívaný pro několik různých profesí. Mediální poradce může být člověk zodpovědný za výběr správných reklamních formátů a prodej reklamy zejména v menších médiích a PR agenturách. Za mediální poradce se též označují někteří lobbisté. Existují také mediální poradci, kteří učí své klienty komunikovat s médii a pomáhají jím řešit jejich problémy. 